# Saint-Phalier
Saint-Phalier era una comuna francesa que estaba situada en el departamento de Indre, de la región de Centro-Valle del Loira, que en 1861 pasó a formar parte de la comuna de Levroux.

## Demografía
| Gráfica de evolución demográfica de Saint-Phalier entre 1793 y 1856 |
|                                                                     |

Los datos demográficos contemplados en este gráfico se han cogido de la página francesa EHESS/Cassini.